# Sloane Stephens
Sloane Stephens (Flórida, 20 de março de 1993) é uma tenista profissional americana.
Stephens conquistou o US Open em simples de 2017.
Nascida de pais atletas com experiência em natação colegial e futebol americano profissional, Stephens foi apresentada pela primeira vez ao tênis no clube do outro lado da rua de sua casa em Fresno, Califórnia. Seu padrasto era um jogador de tênis recreacional competitivo e serviu como sua principal inspiração para começar a praticar o esporte. Stephens se mudou para a Flórida para treinar em uma academia de tênis, trabalhando com Nick Saviano por muitos anos. Ela se tornou uma promissora jogadora júnior, alcançando um ranking ITF júnior de nível 5 na carreira e conquistando três dos quatro títulos de duplas de Grand Slam em 2010, ao lado de sua parceira Tímea Babos.
Com apenas 19 anos de idade, Stephens ganhou destaque no Aberto da Austrália de 2013, com uma série semifinal, marcada por uma virada da então número 3 do mundo, Serena Williams. Apesar de ter alcançado o 11º lugar no final daquele ano, ela mais tarde regrediu e permaneceu na lista das 25 melhores até o final de 2015. Nesse momento, Stephens mudou para um novo treinador, Kamau Murray, com quem ela retornou a um nível de elite e ganhou três títulos da WTA no primeiro semestre de 2016. Seu ano de sucesso foi interrompido por uma lesão no pé que a manteve de fora por onze meses.
Stephens retornou de uma lesão em meados de 2017 e venceu seu primeiro grande campeonato no Aberto dos Estados Unidos. Ela se tornou a primeira americana a ganhar um título de Grand Slam em simples femininos, além das irmãs Williams desde Jennifer Capriati em 2002. Ela também foi premiada como a melhor jogadora do ano pela sua temporada de retorno. Em 2018, Stephens também ganhou seu primeiro título Premier Mandatory no Miami Open e chegou a uma segunda final de Grand Slam no Aberto da França.

## Juventude e antecedentes
Stephens nasceu em 20 de março de 1993, em Plantation, Flórida, filha de Sybil Smith [en] e  John Stephens, ambos atletas talentosos. Sua mãe foi a primeira mulher afro-americana a ser selecionada nadadora do time principal na história da Divisão I. Ela está consagrada no "Athletic Hall of Fame" da Universidade de Boston e é reconhecida como a maior nadadora da história da universidade. O pai de Stephens era um "running back" do "Pro Bowl" do New England Patriots na National Football League. Raymond Berry [en], membro do Hall da Fama do Futebol Profissional, o considerava o melhor atleta que ele já tinha visto.
Smith deixou o pai de Stephens após suas múltiplas prisões em 1994. Stephens foi criada por sua mãe e seu padrasto, Sheldon Farrell, que se casou com Smith em 1997 e trabalhou como consultor de negócios. Ela tem um meio-irmão mais novo, Shawn Farrell, que jogou beisebol e futebol americano na Notre Dame High School, nos arredores de Los Angeles. Stephens não conversou com seu pai biológico até os 13 anos, quando ele manifestou interesse em ter contato com ela após ser diagnosticado com osteoporose. Embora tenham se encontrado pessoalmente apenas algumas vezes, os dois desenvolveram um relacionamento próximo remotamente. O padrasto de Stephens morreu de câncer em 2007, enquanto seu pai biológico morreu em um acidente de carro em 2009.
Stephens mudou-se para a cidade natal de sua mãe, Fresno, na Califórnia, aos dois anos de idade. Ela começou a jogar tênis aos nove anos de idade no Sierra Sport and Racquet Club, uma instalação de tênis localizada do outro lado da rua de sua casa, onde seu padrasto jogava regularmente e sua mãe tinha aulas. O ex-jogador top 100 Francisco González, chefe do tênis do clube, reconheceu que Stephens tinha uma habilidade impressionante dada sua experiência limitada e recomendou que ela buscasse oportunidades de treinamento mais rigorosas. Dois anos depois de começar a jogar tênis, Stephens mudou-se para Boca Raton, na Flórida. Ela começou a treinar na Evert Tennis Academy [en], fundada por John Evert e também dirigida por sua irmã, Chris Evert, membro do Hall da Fama do Tênis Internacional. No ano seguinte, aos 12 anos, Stephens mudou para a "Nick Saviano High Performance Tennis Academy" e também começou a estudar em casa online.
Após a morte de seu padrasto, Stephens e sua família voltaram para sua cidade natal, Fresno, onde seus avós e outros membros da família de sua mãe ainda moravam. A partir de então, ela dividiu o tempo morando na Califórnia e na Flórida.

## Carreira júnior

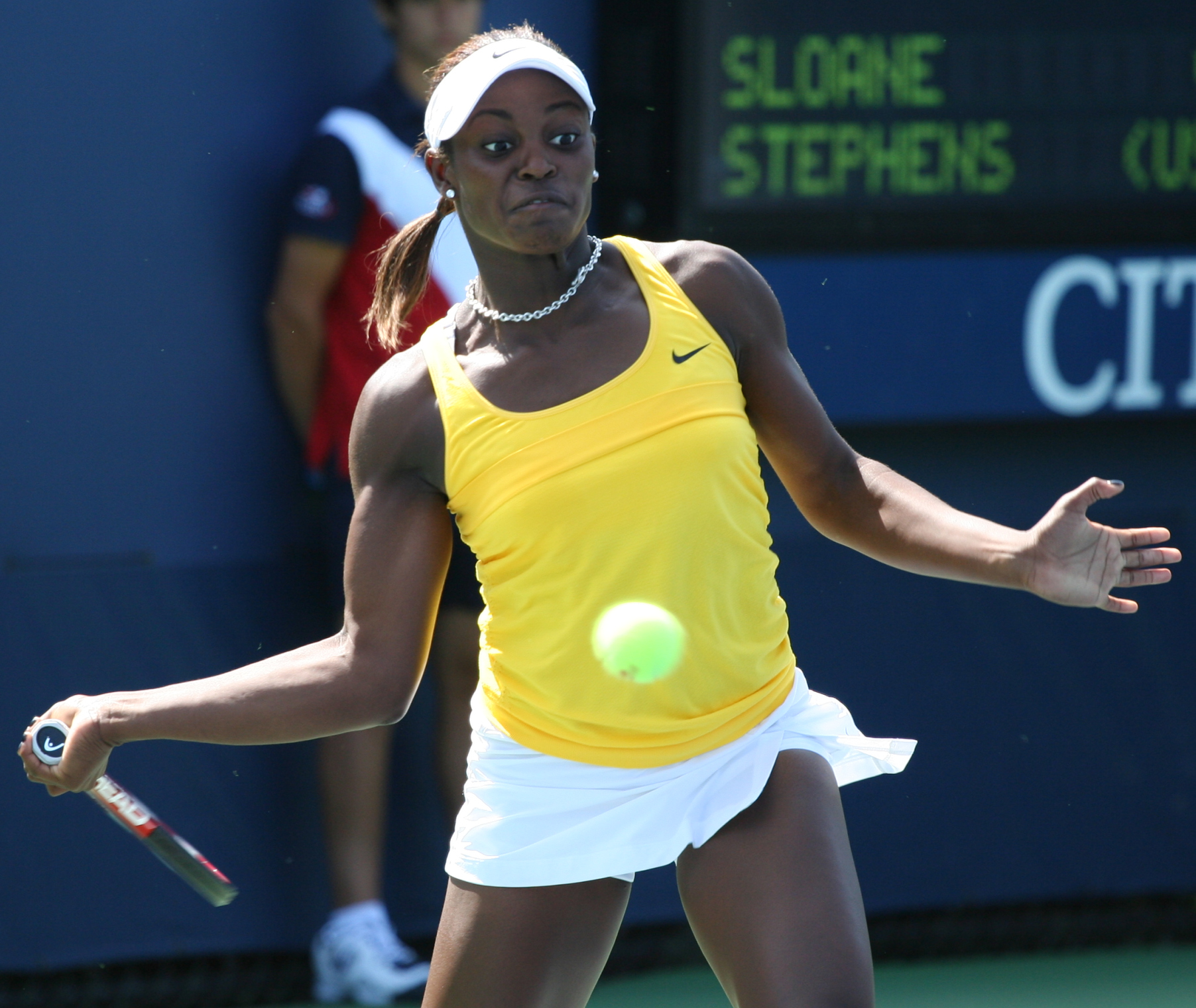
Stephens no US Open de 2009.

Stephens começou a competir em eventos de baixo nível no Circuito ITF Júnior em 2006, aos 13 anos. Seu primeiro resultado importante veio no US Open de 2008, onde alcançou sua primeira final de duplas em um Grand Slam com Mallory Burdette [en]. Ela então terminou o ano com uma aparição semifinal no torneio de alto nível Orange Bowl, um evento de Grau A.
Stephens começou 2009 vencendo seus dois primeiros torneios do ano, o "USTA International Spring Championships" de Grau 1 e o Trofeo Bonfiglio de Grau A. Após esses grandes títulos, ela só jogou nos eventos juniores restantes do Grand Slam em 2009 e 2010, enquanto também faltou ao Australian Open.
No Aberto da França, Stephens estendeu sua sequência de vitórias na chave principal para 16 partidas consecutivas no início da temporada, apesar de precisar passar pela qualificatória para a chave principal, antes de perder para a júnior francesa Kristina Mladenovic nas semifinais. Mladenovic acabou vencendo o torneio e também derrotaria Stephens em seu próximo encontro nas quartas de final de Wimbledon. Esses resultados elevaram seu ranking júnior, o mais alto de sua carreira, no 5º lugar no mundo. Durante o US Open, ela deixou Nova York após sua primeira partida para comparecer ao funeral de seu pai biológico em Louisiana. Ela voltou a jogar e venceu a partida seguinte, mas acabou perdendo na terceira rodada.
Em 2010, Stephens fez parceria com Tímea Babos para conquistar o título de duplas nos três majors em que participaram. Elas se tornaram apenas a segunda dupla de meninas a ganhar três títulos de duplas em torneios de Grand Slam em uma temporada, depois de Corina Morariu e Ludmila Varmužová [en] em 1995. Stephens também alcançou pelo menos as quartas de final em cada um dos eventos de simples. Seu melhor resultado de simples naquele ano foi uma semifinal de Grand Slam no US Open, onde perdeu para Daria Gavrilova no tiebreak do terceiro set.

## Carreira profissional

### 2007–11: Estreia no profissional, entrando no top 100

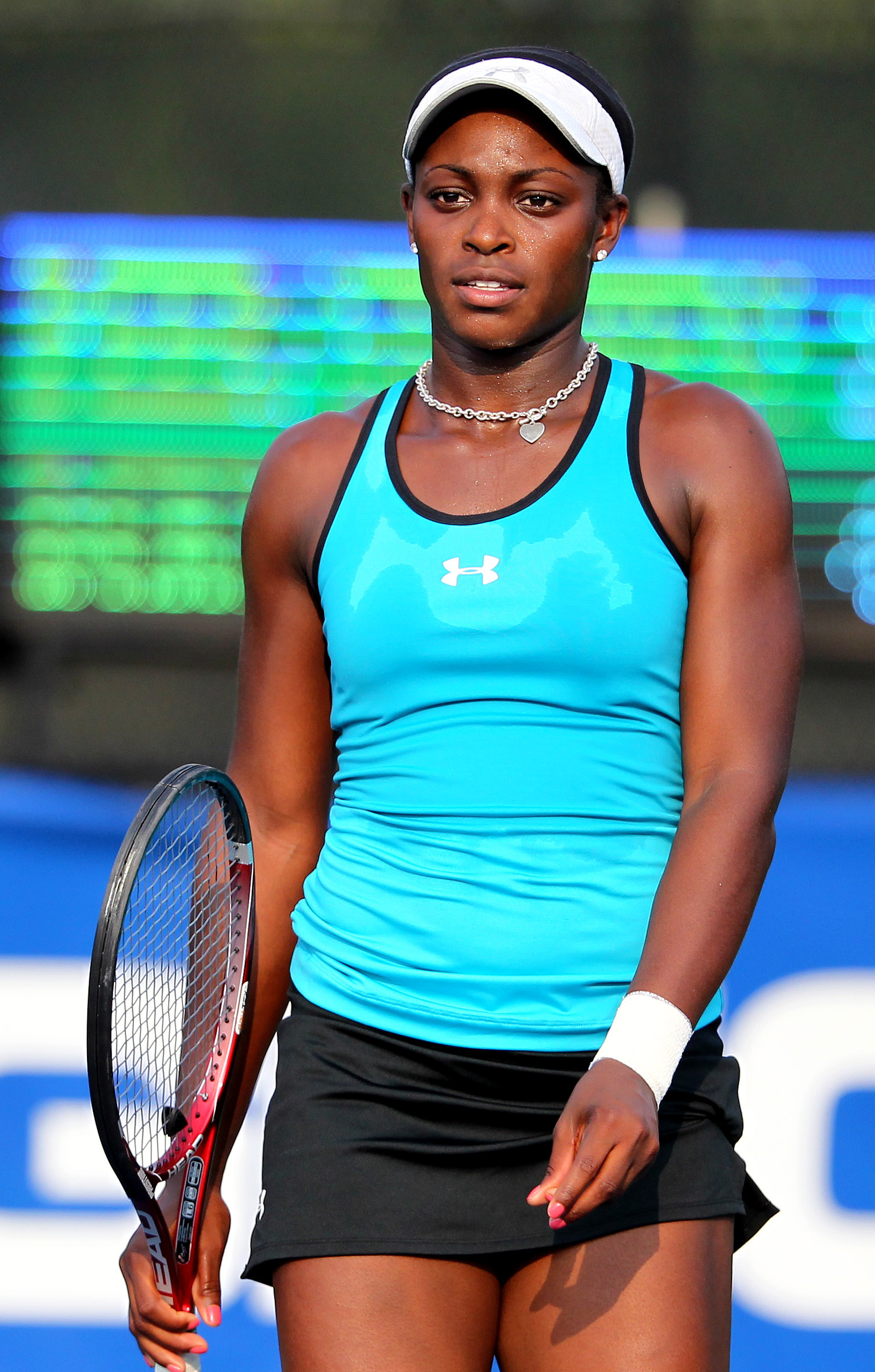
Stephens no Washington Open de 2011.

Stephens disputou seus primeiros eventos profissionais no Circuito Feminino da ITF no final de 2007. Na primavera de 2008, ela recebeu um "wild card" para a qualificatória em seu primeiro evento do WTA Tour, o Miami Open, onde perdeu a partida da rodada de abertura. Ela também perderia na qualificatória nos próximos dois anos. Stephens também recebeu "wild cards" para a qualificatória do US Open por três anos consecutivos. Em sua primeira participação em 2008, ela derrotou a número 109 do mundo, Melinda Czink, quando ainda tinha apenas 15 anos, mas não conseguiu avançar para a chave principal em nenhuma dessas participações. Durante o verão de 2008, Stephens ganhou seu primeiro título profissional em duplas em um evento de menor nível de US$ 10k em Wichita ao lado de sua parceira Christina McHale.
Em meados de 2009, Stephens participou do World TeamTennis [en] como membro do New York Buzz [en]. Embora ela raramente tenha jogado no pro tour naquele ano, Stephens decidiu se tornar profissional em outubro, após uma forte temporada júnior. Em março de 2010, Stephens passou pela qualificatória para o Indian Wells Open para fazer sua estreia no WTA uma semana antes de completar 17 anos. Ela derrotou Lucie Hradecká em sua primeira partida na chave principal da carreira antes de perder para a defensora do título, Vera Zvonareva, 12ª "cabeça de chave". Sua única outra vitória no WTA Tour naquele ano foi no Aberto da Suécia, em julho. Depois de começar o ano na 802ª posição, ela terminou a temporada de 2010 entre as 200 primeiras, na 198ª posição.
Stephens continuou a subir no ranking da WTA durante a temporada de 2011 no saibro. Ela ganhou seu primeiro título profissional de simples no Trofeo Pompea [en], um evento de US$ 50k na Itália. Ela então passou pela qualificatória do Aberto da França para fazer sua estreia na chave principal do Grand Slam em simples. Embora tenha perdido para Elena Baltacha, ela alcançou a posição 128 da carreira seu melhor ranking até então. Em agosto, Stephens entrou no Southern California Open como "wild card" e derrotou a 20ª cabeça de chave, Julia Görges, a caminho de suas primeiras quartas de final do WTA. Mais tarde naquele mês, ela recebeu um "wild card" em sua primeira chave principal do US Open. Na rodada de abertura, ela derrotou Réka Luca Jani em sua primeira vitória em um torneio do Grand Slam. Ela então reforçou essa vitória ao derrotar a 23ª cabeça de chave Shahar Pe'er. Com esta participação na terceira rodada, Stephens fez sua estreia no top 100 do ranking da WTA e também se tornou a jogadora mais jovem no top 100 aos 18 anos.

### 2012: Sucesso adolescente, top 50

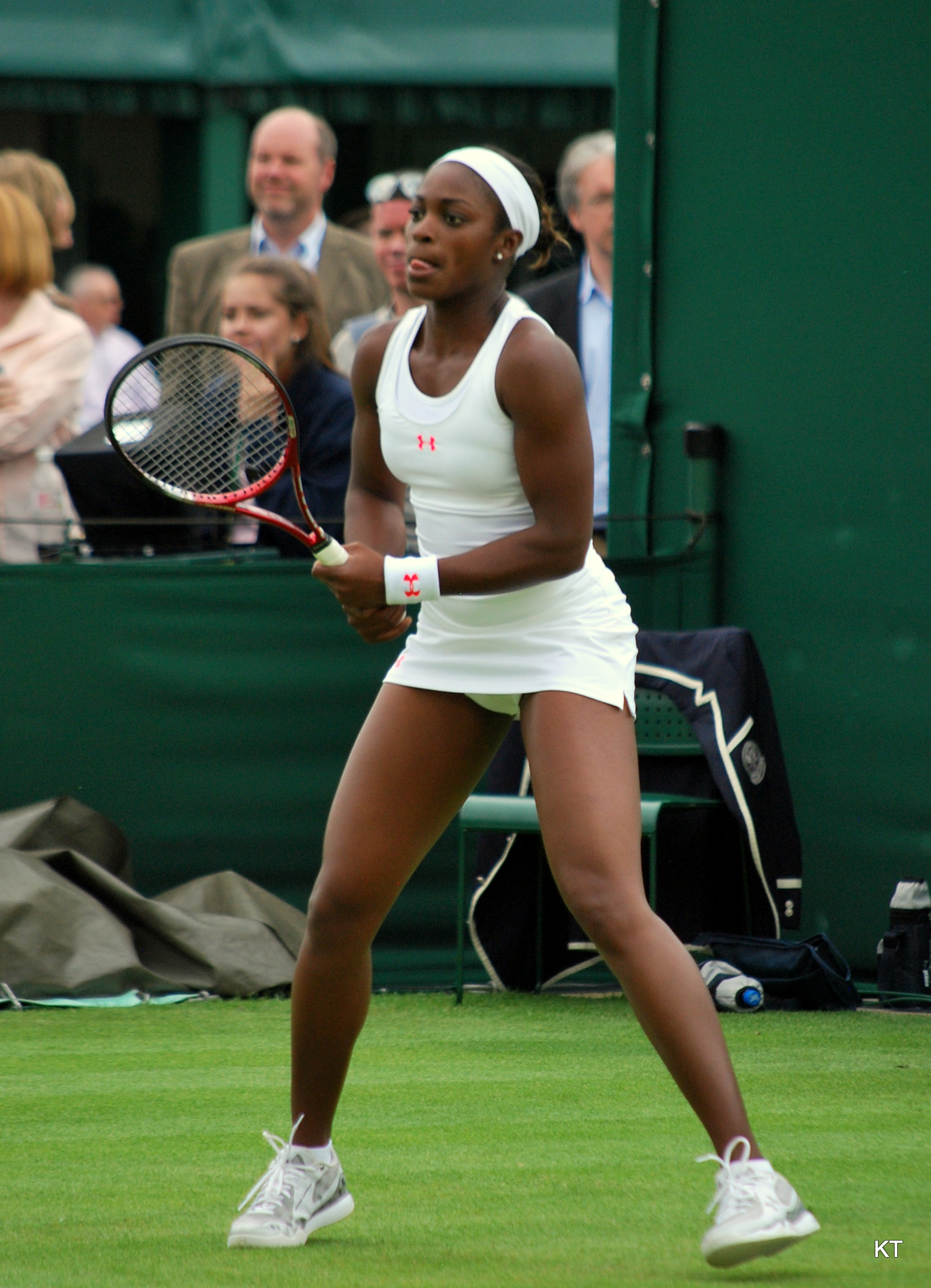
Stephens em Wimbledon, 2012.

Com uma classificação melhor no ranking, Stephens foi capaz de jogar eventos de nível WTA Tour durante toda a temporada. No início do ano, ela disputou sua primeira chave principal do Australian Open e chegou à segunda rodada. Stephens então encerrou a temporada de inverno em quadra dura passando pela qualificatória para o Miami Open. Tendo jogado lá todos os anos desde 2008, ela conquistou suas duas primeiras vitórias na chave principal do torneio, incluindo a segunda sobre a 30ª cabeça de chave, Sara Errani. No final de abril, Stephens fez sua estreia na Fed Cup em uma eliminatória fora de casa contra a Ucrânia. Ela venceu sua única partida, uma partida de duplas com a parceira Liezel Huber, quando os Estados Unidos venceram a disputa por 5 a 0 para retornar ao Grupo Mundial de alto nível em 2013.
Depois de derrotas iniciais em seus primeiros eventos em quadra de saibro do ano, Stephens terminou esta parte da temporada com três resultados impressionantes. Primeiro, ela se classificou para o Premier-5 Aberto da Itália e avançou para a segunda rodada. Ela então alcançou sua primeira semifinal do WTA no Internationalaux de Strasbourg. Finalmente, ela produziu seu melhor resultado em um torneio de Grand Slam até então, ao chegar à quarta rodada do Aberto da França. Stephens aumentou esse sucesso com uma participação na terceira rodada em sua estreia na chave principal de Wimbledon, que foi destacada por uma virada sobre a 23ª cabeça de chave Petra Cetkovská. Essa série de performances a colocou no top 50 do ranking WTA pela primeira vez.
De volta aos Estados Unidos, Stephens jogou no Washington Open no final de julho e chegou à segunda semifinal do WTA na carreira. Ela também chegou à terceira rodada do Premier 5 Cincinnati Open, onde perdeu uma partida acirrada para a número 3 do mundo, Agnieszka Radwańska. Seu último torneio do ano foi o US Open. Ela perdeu na terceira rodada para a 13ª cabeça de chave Ana Ivanovic, depois de lutar contra uma ruptura no músculo abdominal, que teve início durante sua derrota na quarta rodada no Aberto da França, alguns meses antes. Stephens declarou mais tarde: "Continuei jogando quando não deveria", como parte de um esforço para tentar me classificar para as Olimpíadas. Ela acabou tirando o resto do ano para se recuperar. Mesmo assim, ela terminou o ano como a jogadora mais jovem entre as 50 primeiras, na 38ª posição.

### 2013: Semifinal em Major, vitória sobre Serena, 11º lugar do mundo

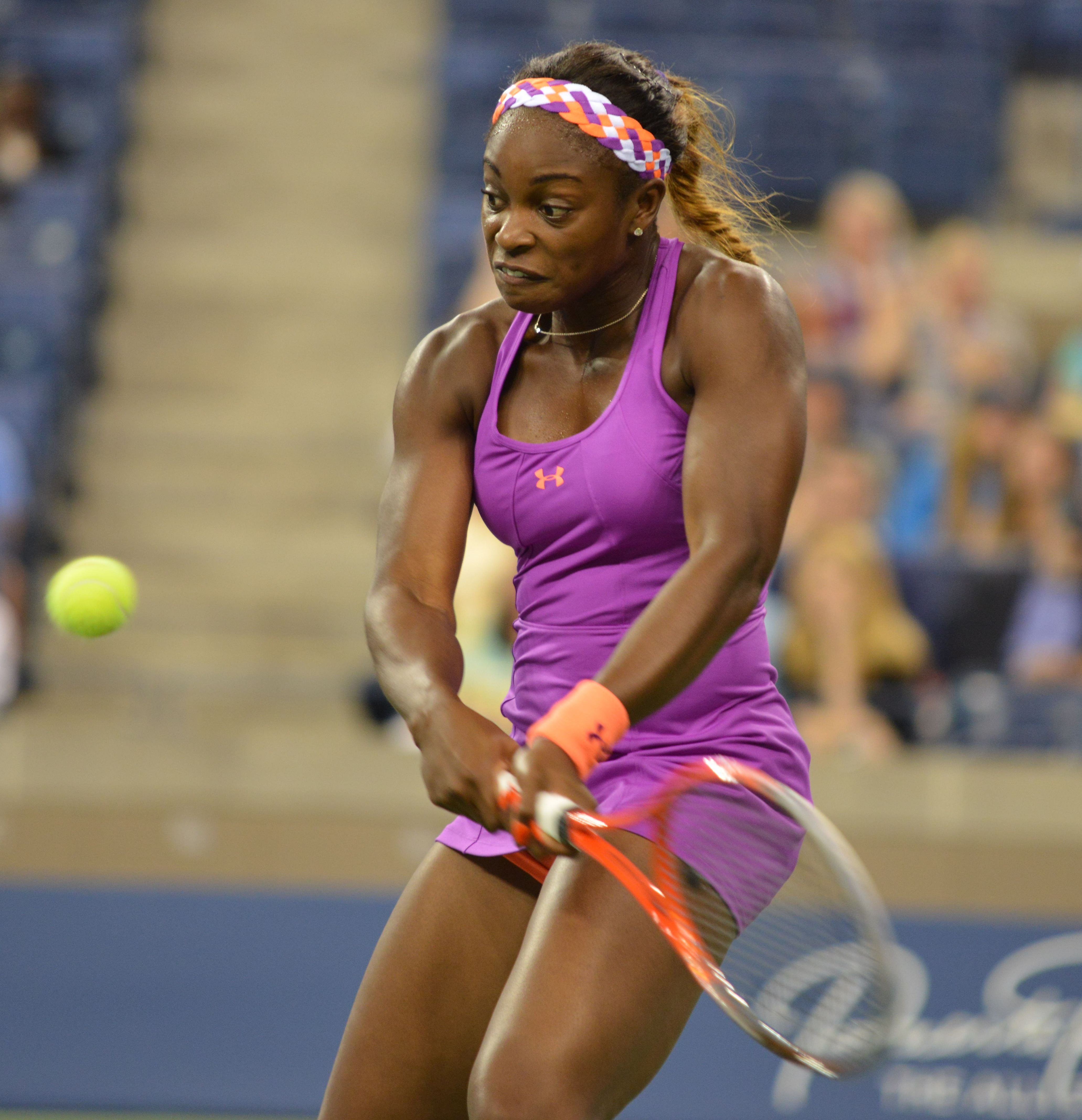
Stephens no US Open de 2013.

Stephens estava pronta para retornar para a temporada australiana em quadra dura. Em seu primeiro torneio de volta, ela chegou às quartas de final no Brisbane International para estabelecer um encontro com a número 3 do mundo, Serena Williams. Embora Williams tenha vencido a partida em dois sets, ela elogiou Stephens, dizendo que ela poderia ser "a melhor do mundo um dia". Stephens melhorou esse resultado na semana seguinte com uma semifinal no Hobart International. Ela entrou no Australian Open como 29ª cabeça de chave, seu primeiro torneio de Grand Slam como jogadora classificada pelo ranking. Ela derrotou quatro jogadoras não cabeças de chave para chegar às quartas de final do seu primeiro torneio do Grand Slam e estabeleceu seu segundo confronto com a Williams naquele mês. Williams entrou na semifinal com uma sequência de 20 vitórias consecutivas, enquanto vários sites de apostas listaram Stephens, de 19 anos, como um "azarão" de pelo menos 11 para 1. Stephens eatava com um set e uma quebra contra no início do segundo set, mas se recuperou e conseguiu uma grande virada. Esta foi a primeira vitória entre as dez primeiras da carreira de Stephens e a tornou muito mais proeminente. Embora Stephens perdesse sua próxima partida para a número 1 do mundo, Victoria Azarenka, ela alcançou a posição mais alta de sua carreira, a posição de N° 17, após o torneio.
Após o Australian Open, Stephens foi forçada a não participar a eliminatória das quartas de final da Fed Cup dos Estados Unidos depois de agravar sua lesão abdominal durante sua longa campanha no torneio. Quando ela voltou à quadra, essa lesão continuou a prejudicar seu desempenho, já que ela só derrotou outro adversária entre as 50 primeiras depois da temporada de saibro. Ela disputou os playoffs da Fed Cup em abril e perdeu sua única partida contra a sueca Sofia Arvidsson. Mesmo assim, os Estados Unidos venceram a disputa por 3–2 para garantir uma vaga no Grupo Mundial de 2014. Apesar desses problemas, Stephens conseguiu outro bom resultado em um torneio de Grand Slam no Aberto da França, onde derrotou três adversárias não cabeças de chave - nenhuma classificado acima do número 92 - para chegar à quarta rodada. Ela então perdeu para a número 2 do mundo, Maria Sharapova. Stephens continuou seu sucesso em torneios do Grand Slam em Wimbledon, chegando às quartas de final, novamente sem derrotar nenhuma adversária cabeça de chave. Ela perdeu para a eventual campeã Marion Bartoli. Sua melhor vitória nesses dois Majors veio na primeira rodada de Wimbledon contra o número 25 do mundo, Jamie Hampton.
No Cincinnati Open, em agosto, Stephens marcou sua segunda grande surpresa do ano ao derrotar Sharapova, a terceira jogadora do mundo, na segunda rodada. Ela perdeu na rodada seguinte para a 15ª cabeça de chave, Jelena Jankovic. Duas semanas depois, Stephens entrou no US Open como a 15ª cabeça de chave, onde enfrentou Williams novamente na quarta rodada. Desta vez, Williams vingou sua derrota no Aberto da Austrália em dois sets e venceu o torneio. Embora Stephens tenha continuado a ter problemas fora dos torneios Major após o US Open, ela foi indicada a segunda reserva para o WTA Tour Championships. Ela terminou o ano na 12ª posição do mundo e foi uma das três únicas jogadoras a chegar à segunda semana de todos os quatro torneios do Grand Slam em 2013, junto com Williams e Agnieszka Radwańska. Stephens também alcançou a 11ª posição na carreira, em outubro, e se tornou a segunda americana com melhor classificação.

### 2017: Retorno, título do US Open, problemas no final de ano

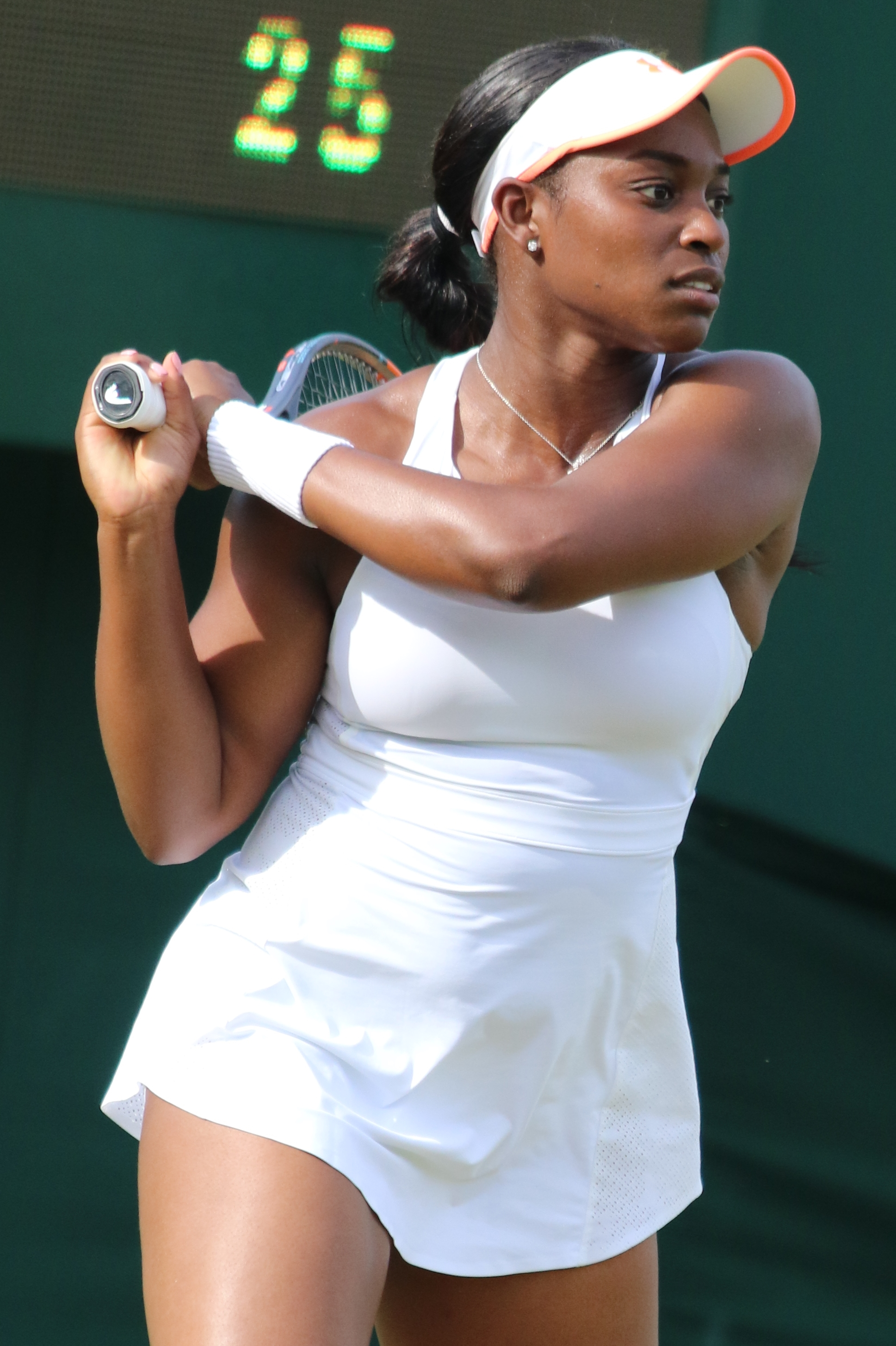
Stephens em Wimbledon, 2017.

Stephens passou por uma cirurgia no pé em janeiro e não conseguiu andar novamente sem bota até meados de abril. Embora não pudesse jogar na turnê, Stephens teve a oportunidade de ser locutora do Tennis Channel. Ela participou de vários eventos WTA nos Estados Unidos, incluindo Indian Wells, Miami e Charleston, onde entrevistou outros tenistas e também forneceu análises. Stephens voltou ao WTA Tour em julho para Wimbledon, cerca de onze meses após sua última partida e com seu ranking caindo para a posição 336. Ela perdeu suas duas primeiras partidas, uma para a compatriota Alison Riske em Wimbledon, e a outra para N° 2, Simona Halep, em Washington. No entanto, ela mostrou alguns sinais de melhora ao chegar à final de duplas em Washington com Eugenie Bouchard.
Em agosto, a classificação de Stephens continuou caindo para 957. Mas ela conseguiu chegar às semifinais de ambos os torneios Premier 5 daquele mês, o Aberto do Canadá e o Cincinnati Open. Durante cada torneio, ela derrotou quatro das 50 melhores jogadoras, incluindo Lucie Šafářová e a 14ª cabeça de chave Petra Kvitová em ambos os eventos, e também a 3ª Angelique Kerber. Stephens foi derrotado por uma das dez melhores jogadoras em ambas as semifinais, a 6ª colocada Caroline Wozniacki no Canadá, e a 2ª colocada Halep novamente em Cincinnati. Stephens entrou no mês sem ter chegado a uma semifinal em um torneio Premier de alto nível. Com esses resultados, Stephens voltou ao top 100 do ranking da WTA.
Stephens entrou no US Open em 83º lugar no mundo, e ainda precisava usar o "ranking protegido" para ser aceita na chave principal devido ao prazo de inscrição ser superior a um mês antes do evento. Sua primeira vitória no torneio veio na segunda rodada sobre a 10ª cabeça de chave Dominika Cibulková. Na quarta rodada, ela derrotou a número 33 Julia Görges para avançar para sua primeira quartas de final do US Open e sua primeira quartas de final em Major desde Wimbledon em 2013. Ela então derrotou a número 17 Anastasija Sevastova para estabelecer aa primeiraa semifinais totalmente americanas em um torneio Major desde Wimbledon em 1985, e a primeira no US Open desde 1981. Sua semifinal foi contra a 9ª cabeça de chave Venus Williams. Depois de dois sets desequilibrados para cada uma, Stephens venceu um terceiro set apertado para chegar à sua primeira final de simples de Grand Slam. Madison Keys venceu a outra semifinal contra CoCo Vandeweghe. Stephens fechou o torneio derrotando Keys em dois sets para ganhar seu primeiro título de torneio de Grand Slam. Ela se tornou a primeira mulher americana, além das irmãs Williams, a ganhar um título Major desde que Jennifer Capriati venceu o Australian Open de 2002 e a primeira a vencer o US Open desde Lindsay Davenport em 1998. Ela também se tornou a campeã do US Open com a classificação mais baixa de todos os tempos e a quinta com a classificação mais baixa em qualquer torneio de Grand Slam.
Após o US Open, Stephens não venceu outra partida no resto da temporada. Este período incluiu notavelmente duas partidas no WTA Elite Trophy de final de ano, bem como duas partidas de simples na final da Fed Cup contra a Bielorrússia. Mesmo assim, os Estados Unidos venceram a disputa por 3–2 para dar a Stephens seu primeiro título da Fed Cup. Este foi o primeiro título para os Estados Unidos desde 2000. Stephens terminou a temporada em 13º lugar e foi indicada pela WTA como "Retorno da ano".

### 2023: Nona quarta rodada do Aberto da França

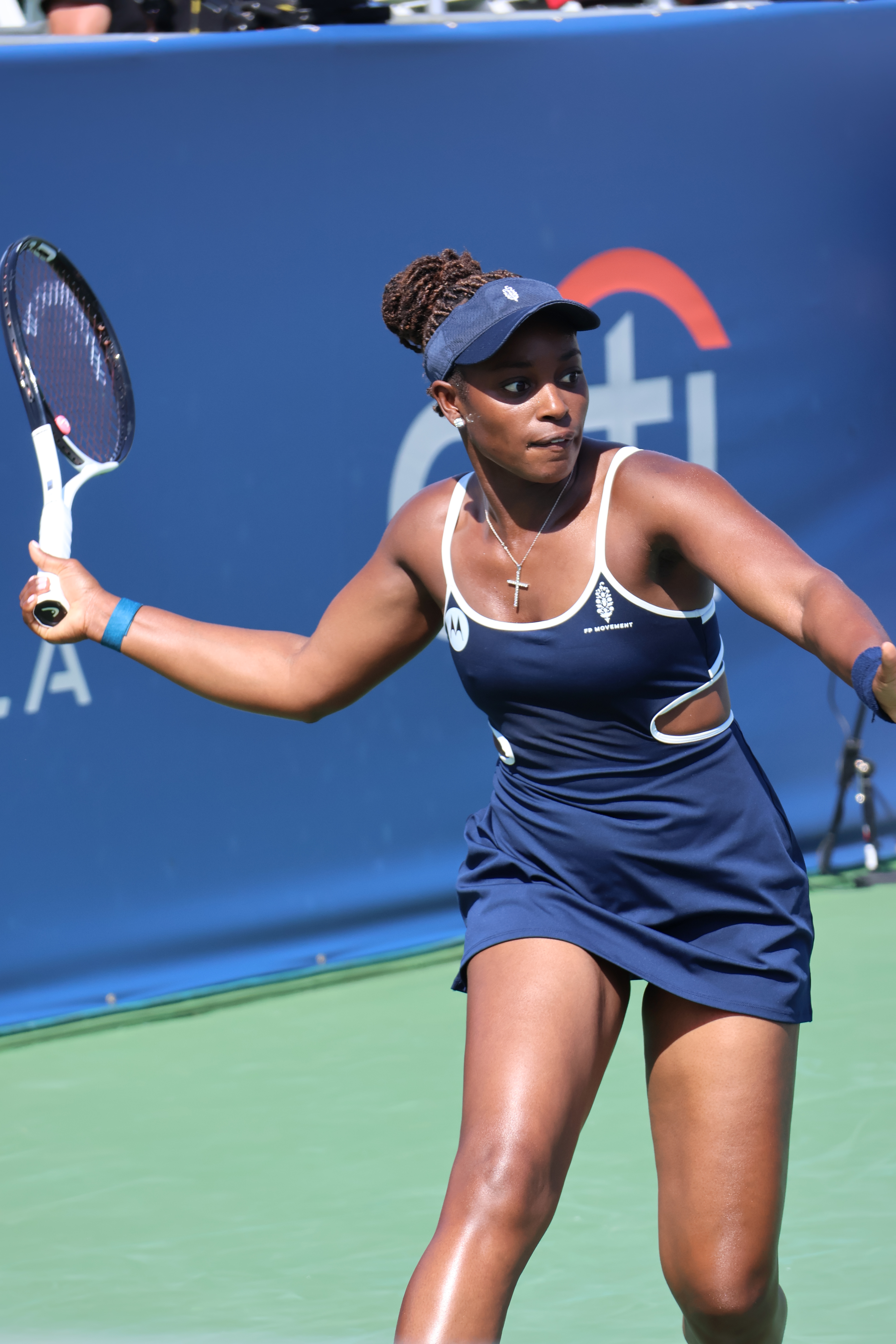
Stephens no DC Open, 2023.

Stephens começou sua temporada no Auckland Open. Como 2ª cabeça de chave, ela perdeu na primeira rodada para a vinda da qualificatória e eventual finalista, Rebeka Masarova [en]. Como quarta cabeça de chave no Hobart International, ela foi derrotada na primeira rodada pela vinda da qualificatória, compatriota e eventual campeã, Lauren Davis. No Australian Open, ela perdeu na primeira rodada para Anastasia Potapova.
Como segunda cabeça de chave na primeira edição do Mérida Open, no México, Stephens conquistou sua primeira vitória do ano ao derrotar a vinda da qualificatória Léolia Jeanjean [en] na primeira rodada. Ela foi derrotada com uma "bicicleta" em sua partida das quartas de final pela eventual campeã, Camila Giorgi. Como quinta cabeça de chave na primeira edição do ATX Open em Austin, Texas, ela chegou às quartas de final, onde perdeu para a eventual finalista Varvara Gracheva. Em março, ela competiu no Indian Wells Open. Ela foi eliminada do torneio na primeira rodada pela compatriota Sofia Kenin.
No Aberto da França, Stephens chegou à quarta rodada pela nona vez neste torneio Major, derrotando a 16ª cabeça de chave Karolína Plíšková, Varvara Gracheva e Yulia Putintseva, antes de perder para a segunda cabeça de chave Aryna Sabalenka.
Em Wimbledon Stephens perdeu na segunda rodada para Donna Vekic.
De volta às quadras duras na América do norte, Stephens perdeu na primeira rodada do DC Open para a compatriota Lauren Davis em jogo de três sets. No Aberto do Canadá ela chegou às oitavas de final, onde perdeu para Elena Rybakina em sets diretos. Em Cincinnati ela novamente echegou às oitavas de final, mas foi derrotada pela campeã de Wimbledon Marketa Vondrousova em sets diretos. Em Cleveland, Stephens avançou até às quartas de final, onde perdeu para Sara Sorribes Tormo, mais uma vez em sets diretos. Já no US Open ela foi eliminada por Beatriz Haddad Maia na primeira rodada numa batalha de três sets e quase três horas.

### 2024
Stephens iniciou a temporada no Brisbane International, no qual com a parceira  Ashlyn Krueger, chegaram às quartas de final de duplas, que perderam para Cristina Bucsa / Alexandra Panova, eventuais semifinalistas, em sets diretos. Na chave de simples, ela venceu  Katerina Siniakova na primeira rodada em sets diretos e perdeu para Elise Mertens na segunda em jogo de três sets. Em seguida, ela participou do Hobart International, onde perdeu para Yue Yuan na primeira rodada em jogo de três sets. Em seguida, no Australian Open, chegou à terceira rodada, onde perdeu para Anna Kalinskaya em jogo de três sets. No giro do Oriente Médio, ficou na primeira rodada em Doha e na segunda em Dubai. No giro americano, ela ficou na segunda rodada do ATX Open, na terceira em Indian Wells e na segunda em Miami.
Stephens deu início à temporada em quadras de saibro ainda nos Estados Unidos, no Charleston Open no qual chegou às oitavas de final onde perdeu para a eventual campeã Danielle Collins em sets diretos. Em seguida, já na Europa, participou muito bem no Open de Rouen, agora um WTA 250, no qual chegou à final, e conquistou seu oitavo título do WTA Tour contra Magda Linette em jogo de três sets. No Aberto de Madri, ela venceu Martina Trevisan na primeira rodada e Elise Mertens na segunda, ambos os jogos em três sets, e na terceira rodada, perdeu para a cabeça de chave N° 5, Maria Sakkari, em sets diretos. Já no Aberto de Roma, ela perdeu  seu jogo de estreia para Yulia Putintseva, em sets diretos. No Aberto da França, perdeu na primeira rodada para Yulia Putintseva, em sets diretos.